# NFL 1932
Die NFL-Saison 1932 war die 13. Saison der US-amerikanischen Footballliga National Football League (NFL). Meister der Liga wurden die Chicago Bears.
Auf Grund der Weltwirtschaftskrise gerieten viele Mannschaften in wirtschaftliche Probleme. So nahmen nur noch acht Mannschaften an der Meisterschaft 1932 teil. So mussten die Providence Steam Roller, die Frankford Yellow Jackets (Meister von 1926) und die Cleveland Indians den Spielbetrieb einstellen. Als neue Mannschaft starteten die Boston Braves mit der zurückgegebenen Franchise der Cleveland Indians.
Als Sieger der Meisterschaft galt die Mannschaft mit den prozentual meisten Siegen. Unentschieden wurde dabei nicht berücksichtigt. Da die Portsmouth Spartans und die Chicago Bears mit 6:1 punktgleich waren und im direkten Vergleich unentschieden gespielt hatten, kam es zu einem Entscheidungsspiel. Das Spiel wurde auf Grund des Winterwetters in der Halle Chicago Stadium durchgeführt.

## Tabelle

### Regular Season
| Team                     | S  | N | U | SQ 1  |
| ------------------------ | -- | - | - | ----- |
| Chicago Bears            | 7  | 1 | 6 | 0,875 |
| Green Bay Packers        | 10 | 3 | 1 | 0,769 |
| Portsmouth Spartans      | 6  | 2 | 4 | 0,750 |
| Boston Braves            | 4  | 4 | 2 | 0,500 |
| New York Giants          | 4  | 6 | 2 | 0,400 |
| Brooklyn Dodgers         | 3  | 9 | 0 | 0,250 |
| Chicago Cardinals        | 2  | 6 | 2 | 0,250 |
| Staten Island Stapletons | 2  | 7 | 3 | 0,222 |

### Play-offs
18. Dezember 1932, Chicago Stadium (Chicago, IL)
| Team                | 1.Q | 2.Q | 3.Q | 4.Q | Ende |
| ------------------- | --- | --- | --- | --- | ---- |
| Portsmouth Spartans | 0   | 0   | 0   | 0   | 0    |
| Chicago Bears       | 0   | 0   | 0   | 9   | 9    |

- CHI - Grange, 2-Yard-Pass (Nagurski), Kick Engebretsen, CHI 0:7
- CHI - Safety, Wilson (Tackle in der Endzone), CHI 0:9